# وصفي قبها
وصفي عزات قبها ويُعرف بأبو أسامة، هو قيادي فلسطيني في حركة المقاومة الإسلامية (حماس)، ووزير الأسرى سابقاً في الحكومة الفلسطينية العاشرة (حكومة إسماعيل هنية)، تعرض لعدة محاولات اغتيال واعتداء، وأعتقل عدة مرات وأمضى عدة سنوات في سجون الاحتلال.
ولد وصفي قبها في قرية برطعة إلى الغرب من مدينة جنين بتاريخ 19/6/1959، وهو متزوج وأب لسبعة أبناء، وأتم تعليمه في مدارس القرية ومدينة جنين.

## التعليم
حصل على شهادة البكالوريوس في الهندسة المدنية من جامعة ديترويت في الولايات المتحدة الأمريكية عام 1984. وحصل على دبلوم عالي مكثف في إدارة مصادر المياه عام 1994م، تنسيق جامعة بيرزيت ومعهد IHE – دلفت/ هولندا.
وحصل على العديد من الدورات في المحاسبة والكمبيوتر، وفحص جودة المياه، وتصميم الشبكات، وإدارة المشاريع، واشترك في دورة خاصة في التخطيط والإدارة العامة والمواصفات.

## أكثر من 14 عاماً في سجون الاحتلال
أمضى قبها نحو 13 عاماً في سجون الاحتلال الصهيوني، خلال اعتقاله 9 مرات، متنقلاً بين السجون الإسرائيلية كان آخرها في سجن هداريم. حينما اعتقله الجيش الإسرائيلي في 10-6-2011، وجدد اعتقاله الإداري لستة أشهر ثانية في (10-12) من ذات العام، ثم جددت للمرة الثالثة في (10-6) من عام 2012، وجددت للمرة الرابعة في (10-11)، علما انه يعاني من السكري والضغط.
أفرج عنه عام 2013 من سجون الاحتلال الإسرائيلي بعد اعتقال استمر أشهراً عدة، وتمنع إسرائيل إقامته في بلدة برطعة داخل الخط الأخضر عام 2006 بذرائع أمنية والانتماء لحماس.
واعتقل شقيقه الدكتور أمجد في سجن بئر السبع، حيث يمضي حكماً بالسجن ل19 عاماً، أمضى منها عشرة أعوام.
وفي 22 أيار 2015 أفرجت قوات الاحتلال عنه بعد اعتقال دام 10 أشهر.

## تعرض لأكثر من 38 اعتداء
اعتدي عليه في الضفة الغربية 38 مرة بين عامي 2006 - 2015، واتهم قبها من وصفهم بالمنفلتين أمنياً من خفافيش الظلام الذين يعملون لحساب الاحتلال الإسرائيلي بالوقوف وراء سلسلة الاعتداءات التي تعرض لها.
وفجر السبت 15/10/1436 هـ - الموافق 1/8/2015 م أقدم مجهولون على حرق مركبته للمرة الثالثة على التوالي، وذلك بإلقاء زجاجات حارقة باتجاه مركبته المتوقفة قبالة منزله في مدينة جنين شمال الضفة الغربية.
وقال قبها في تصريح صحفي، «ألقى عملاء الاحتلال قنبلة مولوتوف على سيارتي من نوع هنداي ـآكسنتـ 2007 والمتوقفة أمام منزلي بشارع بغداد قرب دوار الشهيد يحيى عياش في منطقة البساتين، وبلطف الله وتنبه الجيران وسرعة تحركهم مشكورين أخمد الحريق». «فور اندلاع الحريق استدعت العائلة طواقم الدفاع المدني التي عملت على إطفاء الحريق، والشرطة التي أخذت إفادة المهندس قبها عن الحادث».
وحمّل «السلطة الفلسطينية المسؤولية الكاملة عن الحادث على اعتبارها المسؤولة عن حماية أمن المواطن، والحفاظ على النظام، ومن هنا تأتي مسؤوليتها».

## محاولة اغتياله
في فبراير 2014 أصيب بكسرٍ في يده اليمنى ورضوض في باقي أنحاء جسده، وذلك بعد أن أوقفت مجموعة من الملثمين السيارة التي كان يستقلها، وقام أفرادها بالاعتداء عليه بالضرب بالعصي والحجارة وتحطيم سيارته، على مقربة من قرية كفر قاد غرب جنين، نقل على أثرها لمستشفى "خليل سليمان" بمدينة جنين، فيما وصفت حالته بالمستقرة.

### ردود فعل
حركة حماس اعتبرت الاعتداء على الوزير السابق والقيادي البارز فيها وصفي قبها جريمة وطنية لا تخدم إلا الاحتلال.
أدانت حركة الجهاد الإسلامي في فلسطين الاعتداء وصفى قبها على يد مجموعة من الملثمين في جنين شمال الضفة الغربية.
واعتبر المستشار الإعلامي لرئيس الوزراء الفلسطيني طاهر النونو الاعتداء على وزير الأسرى الأسبق المهندس وصفي قبها إشارة إلى درجة الحريات في الضفة المحتلة، وانعكاساً لحالة الفوضى والفلتان.
واستنكر الدكتور عزيز الدويك، رئيس المجلس التشريعي الفلسطيني، الاعتداء الذي تعرض له وصفي قبها على يد مجهولين، وطالب الجهات المعنية بملاحقة الجناة وإيقاع أقسى العقوبات بحقهم، حتى يكون ذلك عبرة لمن تسول له نفسه العبث بأمن أبناء الشعب الفلسطيني.
نظم المجلس التشريعي الفلسطيني بغزة، بالتعاون مع وزارة الأسرى والمحررين وقفه احتجاجية مع وصفي قبها، واعتبر النائب الأول لرئيس المجلس التشريعي الفلسطيني، أحمد بحر، الاعتداء على وزير الأسرى الأسبق المهندس وصفي قبها، مؤشراً خطيراً على انعدام الحريات في الضفة الغربية.
وقال النائب فتحي القرعاوي: «إن ما يتعرض له رجال فلسطين العظماء الذين ضحوا من أجل فلسطين وحملوا هموم الأمة ودافعوا عن أسراها هو جزء من محاولات ثنيهم عن طريقهم».
وطالبت الحكومة الفلسطينية في غزة السلطة في الضفة الغربية بتحمل مسؤولياتها تجاه الاعتداء على وزير الأسرى السابق وصفي قبها.

## وفاته
توفي يوم الخميس الموافق 11 نوفمبر 2021، القيادي في حركة المقاومة الإسلامية «حماس» في الضفة الغربية ووزير الأسرى السابق وصفي قَبَها، عن عمر يناهز 62 عاما وذلك نتيجة مضاعفات إصابته بفيروس كورونا.